# Heiner Feldhoff
Heiner Feldhoff (* 27. Mai 1945 in Steinheim, Westfalen) ist ein deutscher Schriftsteller.

## Leben
Feldhoff, in Duisburg aufgewachsen, studierte Germanistik und Romanistik an der Westfälischen Wilhelms-Universität in Münster. Nach seinem Hochschulabschluss war er bis 1996 Lehrer an Realschulen in Duisburg und Altenkirchen. 
Er ist Mitglied im Verband deutscher Schriftsteller und lebt in Oberdreis im Westerwald.

## Werk
Feldhoff schreibt Gedichte, Kurzprosa und Biografien (Camus, Thoreau, Deussen), vereinzelt auch Übersetzungen.

### Literarische Werke
- Ich wollt, ich wär der liebe Gott. Gebrauchtgedichte, Bläschke, Darmstadt o. J. (1976).
- Wiederbelebungsversuche, Gedichte, Verlag der Manufactur, Horn-Bad Meinberg 1980.
- Die Notwendigkeit, bibbernd zusammenzurücken, Gedichte, Pfälzische Verlagsanstalt, Landau 1984.
- Als wir einmal Äpfel pflücken wollten, Gedichte, Spectrum, Stuttgart 1985.
- Tuchfühlung, Gedichte, Verlag Junge Literatur, Rhodt unter Rietburg 1986.
- Mehr Licht! Notizen aus der Provence, Joachim Hempel Verlag, Mainz 1987.
- Waffelbruch oder Was allen in die Kindheit scheint, Gollenstein, Blieskastel 1996.
- Kafkas Hund oder Der Verwirrte im Sonntagsstaat, Kürzestgeschichten, Klöpfer & Meyer, Tübingen 2001.
- Landzungen. Notizen aus nichtigem Anlaß, Blum Verlag, Neuwied 2003.
- Der löchrige Himmel, Erzählungen, Brandes & Apsel, Frankfurt am Main 2005.
- Paul Deussen und ich. Nachträge aus Oberdreis, Aisthesis Verlag, Bielefeld 2011.
- Becketts Hose. Kürzestgeschichten., Klöpfer & Meyer Verlag, Tübingen 2015.
- Die Sonntage von Duisburg-Beeck, Rhein-Mosel-Verlag, Zell-Mosel 2018
- Lesebuch Heiner Feldhoff, Nyland-Stiftung, Aisthesis Verlag, Bielefeld 2022

### Biographien
- Vom Glück des Ungehorsams. Die Lebensgeschichte des Henry David Thoreau, Beltz & Gelberg, Weinheim 1989.
- Paris, Algier. Die Lebensgeschichte des Albert Camus, Beltz & Gelberg, Weinheim 1991 (Neuauflage 1997).
- Nietzsches Freund. Die Lebensgeschichte des Paul Deussen, Böhlau, Köln/Weimar 2008.
- Heiner Feldhoff und Carl Gneist: Westerwälder Köpfe. 33 Porträts herausragender Persönlichkeiten. Rhein-Mosel-Verlag, Zell/Mosel 2014
- Pauline Leicher oder Die Vernichtung des Lebens, Rhein-Mosel-Verlag, Zell/Mosel 2023

### Übersetzungen
- Henry David Thoreau: Vom Wandern (Originaltitel: Walking), Verlag der Manufactur, Horn 1983. Überarbeitete Neuausgabe, Kampa Verlag, Zürich 2022
- Kim Young-ha: Schwarze Blume, Historischer Roman, aus dem Koreanischen, mit Hanju Yang, konkursbuch Verlag Claudia Gehrke, Tübingen 2010, 2. Aufl. 2020
- Yisang (auch: Yi Sang): Betriebsferien und andere Umstände, Erzählungen, aus dem Koreanischen, mit Hanju Yang und Gerda Kneifel, Literaturverlag Droschl, Graz 2014

## Auszeichnungen
Feldhoff ist Träger des Förderpreises des Landes Rheinland-Pfalz 1985. Für eine frühe Fassung seiner Kürzestgeschichten (Kafkas Hund …) erhielt Feldhoff 1996 den Joseph-Breitbach-Preis des Südwestfunks und des Landes Rheinland-Pfalz (heute: Georg-K.-Glaser-Preis). 2002 wurde er mit dem Sonderpreis der Jury zum rheinland-pfälzischen Preis Buch des Jahres für sein Werk Kafkas Hund … ausgezeichnet. 2011 Übersetzerpreis (mit Hanju Yang) des Korea Literature Translation Institute für den Roman Schwarze Blume von Kim Young-ha.